# Mathias Werth
Mathias Werth (* 23. September 1958 in Hannover) ist ein deutscher Fernsehjournalist.

## Leben und Karriere
Aufgewachsen im ostwestfälischen Nieheim, arbeitete Mathias Werth bereits während seiner Schulzeit als freier Mitarbeiter bei der Neuen Westfälischen Zeitung. Nach Studium und Zivildienst kam er 1989 zum Westdeutschen Rundfunk und arbeitete zunächst als freier Mitarbeiter und Filmautor für die Wissenschafts-Redaktion, die Wirtschafts-Redaktion und vor allem für das ARD-Magazin Monitor mit Klaus Bednarz.
Nach einer Zwischenstation als einer der Gründungsredakteure des ARD-Morgenmagazins ging er 1993 als Redakteur wieder zu Monitor. Als Sonia Mikich 2002 die Redaktionsleitung von Monitor übernahm, wurde Mathias Werth stellvertretender Redaktionsleiter.
Von 1996 bis 2006 arbeitete er zudem regelmäßig als Vertreter der Fernsehkorrespondenten im ARD-Studio Moskau, Ende 2005 wurde er verantwortlich für die Aktuelle Fernsehdokumentation (ARD/WDR), die von ihm mitkonzipiert worden war. 2007 ging das von ihm mitentwickelte junge gesellschaftspolitische Fernsehmagazin Echtzeit im WDR-Fernsehen auf Sendung. Ebenfalls im Jahr 2007 wurde Mathias Werth Redaktionsleiter der Doku-Reihe Die Story (ARD/WDR) und blieb es bis Herbst 2014. In dieser Zeit erhielt die Sendereihe 90 Preise und Auszeichnungen, unter anderem mehrfach den Grimme-Preis, den Deutschen Fernsehpreis und den International Emmy-Award. Die Sendereihe wurde außerdem mit dem Hanns-Joachim-Friedrichs-Sonderpreis für Fernsehjournalismus ausgezeichnet.
Ab Oktober 2014 arbeitete Mathias Werth als Fernsehkorrespondent im ARD-Studio Paris. Von November 2019 bis September 2024 war er wieder als Redakteur beim WDR-Fernsehen zuständig für Dokumentarfilme. Als Korrespondent, als Autor und als Redakteur zahlreicher Dokumentationen und aktueller Sondersendungen für die ARD und fürs WDR-Fernsehen wurde er mehrfach ausgezeichnet. Er ist stellvertretender Vorsitzender im Vereinsvorstand und Mitglied der Jury zur Verleihung des Hanns-Joachim-Friedrichs-Preises für Fernsehjournalismus.
Mathias Werth ist geschieden und hat zwei erwachsene Töchter. Er lebt in Köln.

## Auszeichnungen (Auswahl)
- 2009: Marler Fernsehpreis für Menschenrechte für Kindersklaven (Buch und Regie: Rebecca Gudisch und Tilo Gummel)[5]
- 2009: Herbert-Quandt-Medienpreis
- 2009: Ernst-Schneider-Preis
- 2009: Medienpreis der Kindernothilfe
- 2009: Hugo-Junkers-Preis[6]
- 2010: Deutscher Wirtschaftsfilmpreis
- 2015: 1. Preis der Auslandspressevereinigung Frankreichs
- 2017: Fernsehpreis der Auslandspressevereinigung Frankreichs für Marseille – Quartier Nord[7]
- 2018: Tagesthemen-Award „Bester Bericht Politik Ausland“[8]

## Filmografie (Auswahl)
- 1998: Der Todesflug der Tupolev (mit Jo Angerer, ARD)
- 1999: Balkan – Gewalt ohne Ende (mit Jo Angerer, ARD)
- 2001: Es begann mit einer Lüge (mit Jo Angerer, ARD)
- 2004: Das Fenster zum Kreml (mit Ellis Fröder, WDR)
- 2009: Sie kamen niemals zurück (WDR)
- 2012: Von Kamen nach Corleone (mit Julia Krittian, WDR/MDR)
- 2015: Tal des Zorns (ARD)
- 2016: Hier kommst du nicht mehr raus (ARD)
- 2017: Frankreichs Qual der Wahl – Eine Nation im Zwiespalt (Phoenix)
- 2017: Marseille – Quartier Nord (mit Ursula Duplantier, Phoenix)
- 2017: Korsika: Tal der Einsamkeit (WDR)
- 2018: Trans-Korsika (mit Nicole Aistleitner, Phoenix)
- 2018: Monsieur Macron – Ein Jahr, eine Bilanz (mit Michaela Wiegel und Kathrin Wildhagen, ARD)
- 2018: Der Präsident – Macron bewegt Frankreich (mit Michaela Wiegel und Kathrin Wildhagen, Phoenix)
- 2018: Atom, mon Amour – Frankreich und die Kernenergie (mit Kathrin Wildhagen, ARD)
- 2019: Atomkraft – Oui Merci (mit Kathrin Wildhagen, Phoenix)